# De dicto et de re
De dicto et de re sont deux locutions distinguant deux modalités importantes des énoncés, ainsi que les raisonnements qui s'ensuivent. Ces distinctions relèvent de la logique, de la rhétorique, de la linguistique et de la métaphysique.
De dicto signifie en latin « à propos de ce qui est dit » ; et de de re signifie « à propos de la chose ». Le sens initial de ces deux expressions latines est utile pour comprendre la distinction de sens qui doit être faite dans différentes affirmations. On discernera mieux ces distinctions avec des exemples dans trois contextes : celui de la pensée, celui du désir et celui de la connaissance.

## Les modalitésde dictoetde redans divers contextes

### Contexte de la pensée
Il y a deux interprétations possibles à la phrase « Pierre croit que quelqu'un va l'arnaquer ».
Dans la première interprétation, ce « quelqu'un » est inconnu et Pierre souffre de paranoïa ; ses affirmations sont peut-être vraies, mais elles ne concernent aucune personne en particulier. L'affirmation de Pierre, « quelqu'un veut m'arnaquer », est une proposition de dicto.
En revanche, dans la modalité de re, « quelqu'un » désigne une personne particulière que Pierre connaît et qui est prête à l'arnaquer. Dans ce contexte, la distinction de dicto/de re permet de comprendre comment on peut soutenir des croyances en apparence contradictoires.
Posons par exemple : « Lois Lane croit que Clark Kent est moins fort que Superman ». Comme Clark Kent et Superman sont une seule et même personne, la croyance de Lois Lane est fausse de re. Cependant, de dicto, cette affirmation est acceptable, dans la mesure où Lois Lane ne sait pas que Clark Kent est Superman.

### Contexte du désir
Considérons la phrase : « Jeanne veut épouser l'homme le plus grand du monde ». Il y a deux façons de comprendre cette phrase (selon la modalité de dicto/de re) :
- Jeanne veut épouser l'homme le plus grand du monde, quel qu'il soit. C'est son désir (proposition de dicto) ;
- Jeanne veut effectivement épouser X, qui se trouve être l'homme le plus grand du monde (proposition de re).

### Contexte de la connaissance
Le nombre d'éléments chimiques connus est de 117. Considérons la phrase : « le nombre d'éléments chimiques est nécessairement plus grand que 100 ». Cette phrase, de nouveau, peut être interprétée de deux façons :
- ce nombre de 100 éléments chimiques est une assertion de dicto, qui résulte de la connaissance que nous avons de la théorie de la matière ;
- nous constatons (de re) que le nombre d'éléments chimiques connus est supérieur à 100.

## Les modalitésde dictoetde reen logique formelle

### En logique modale
En logique modale la distinction entre de dicto et de re se fait sur la portée de l'opérateur modal de nécessité.
- pour les propositions de dicto, les quantificateurs sont subordonnés à l'opérateur modal ;
- pour les propositions de re, l'opérateur modal est subordonné aux quantificateurs.

Par exemple :
| De dicto : | {\displaystyle \Box \exists {x}Ax} | Nécessairement, un certain x est A              |
| De re :    | {\displaystyle \exists {x}\Box Ax} | Un certain x est tel qu'il est nécessairement A |

### En modélisation des connaissances
La conception de re suppose que Les prédicats se rapportent à la nature de la chose dont on parle : un état de chose et son expression sont supposés liés, dans le langage, par une forme de relation d'équivalence. La conception de dicto suppose que Les prédicats déterminent la nature du dictum, de la proposition qui est dite. Elle propose donc une interprétation différente : un tableau peint peut être décrit par un ensemble de phrases, mais il n'y a pas d'équivalence entre le tableau et l'ensemble des formules du langage qui le représente. Quand bien même la description serait idéalement complète et parfaite, elle n'est pas le tableau initial.
Une approche stricte de de dicto suppose donc que le tableau, d'une part, et les formules qui le représentent, d'autre part, doivent être distingués dans le langage. La logique contextuelle formalise ce principe, en proposant une relation entre la syntaxe (les combinaisons des symboles utilisées pour modéliser le langage) et la sémantique (l'interprétation que le formalisme propose de ces combinaisons) :
Soit L un langage muni de la règle d'interprétation sémantique ⊨L. Soit c un état, et f  la formule qui décrit c dans L. Alors c est une proposition élémentaire de L, et la relation dans L entre c et f est donnée par : c ⊨L f.
Selon cet énoncé, l'agent ne mémorise ni l'état c ni sa modélisation f : il mémorise la connaissance qu'il a de modéliser c par f. Cette approche rejoint L. Wittgenstein, qui affirme : Nous ne devons pas dire : Le signe complexe aRb dit que a se trouve dans la relation R avec b, mais : Que a se trouve dans une certaine relation R avec b dit que aRb.